# Streichholzschachtel

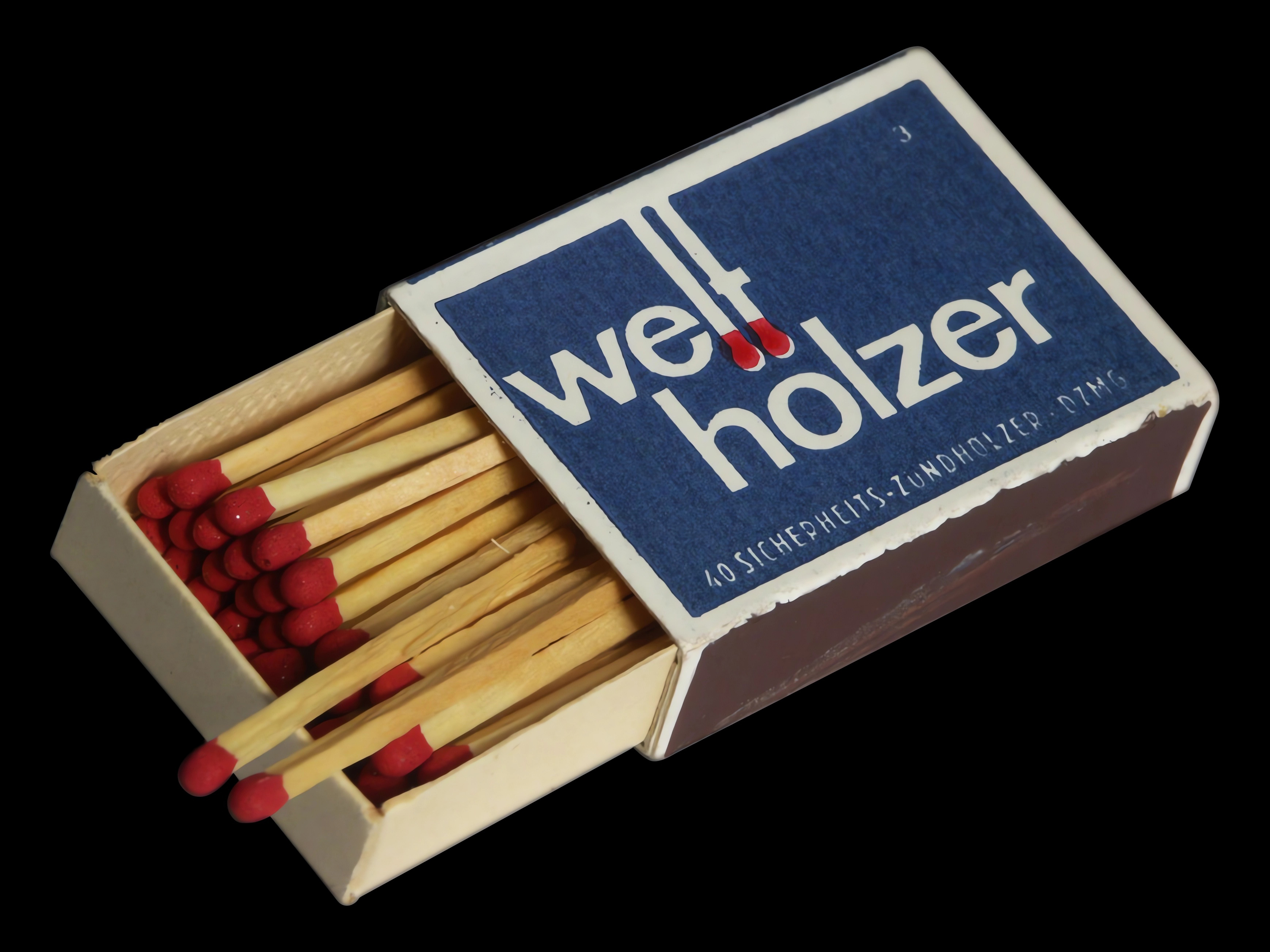
Welthölzer

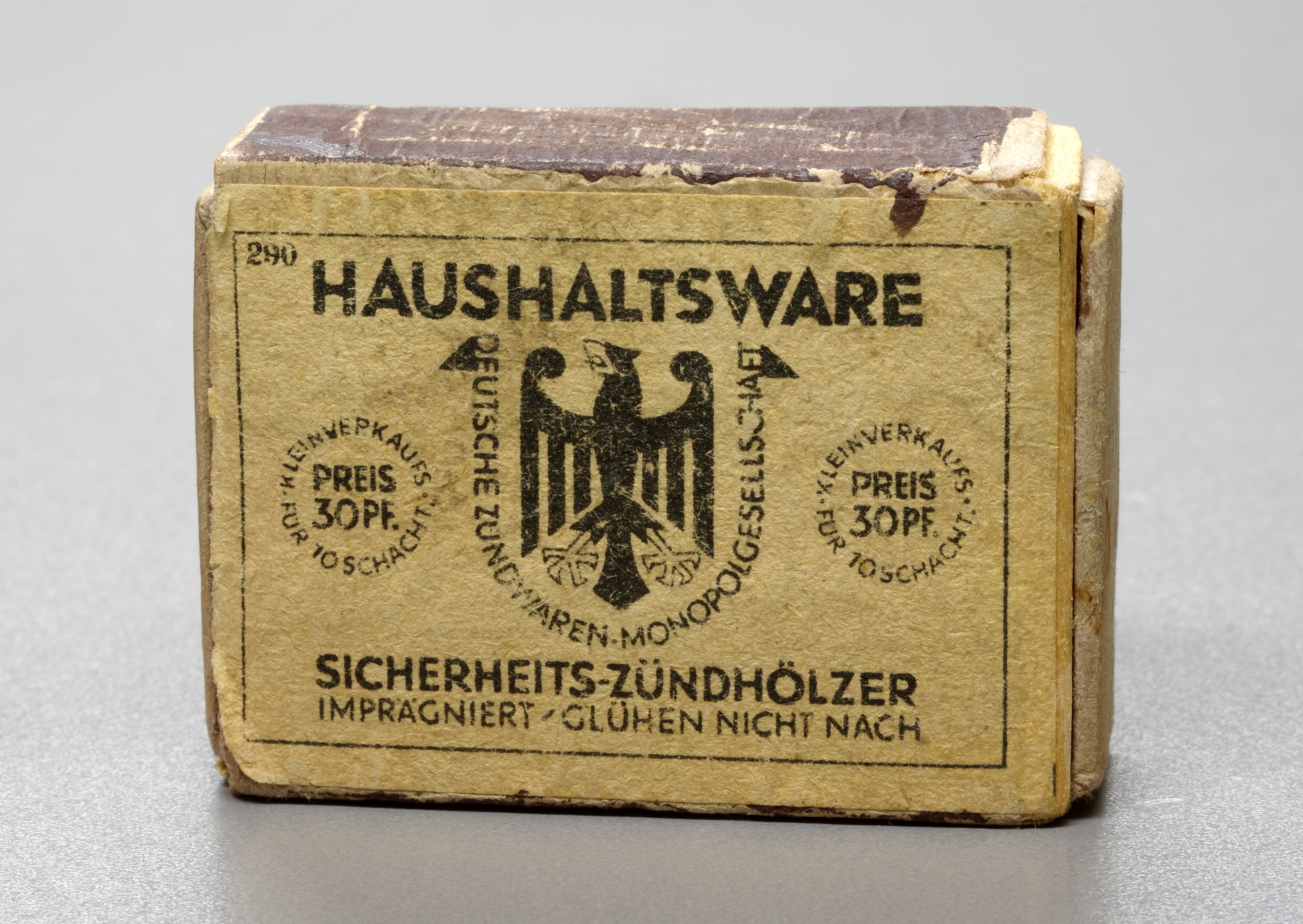
Streichholzschachtel "Haushaltsware"

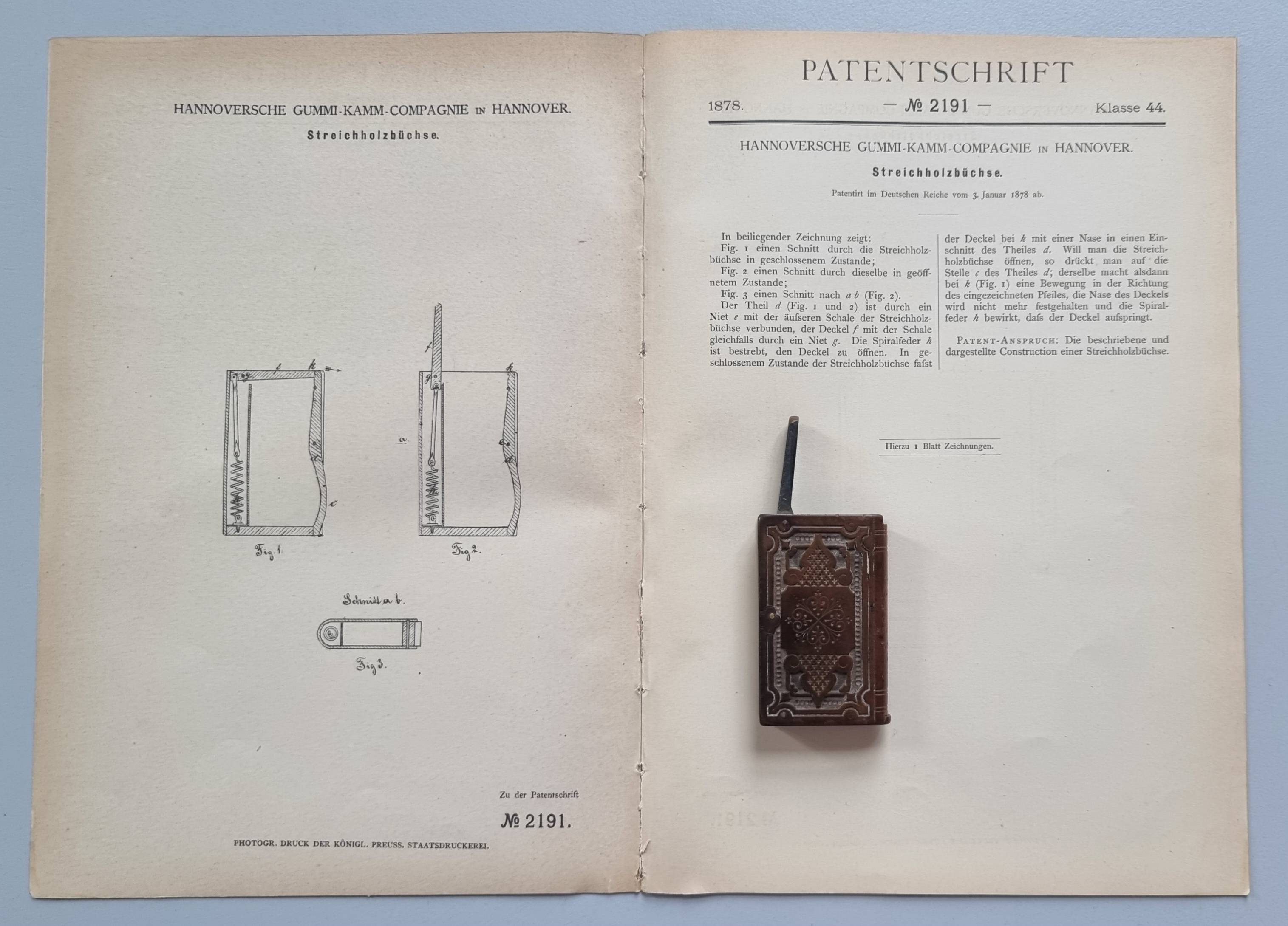
Modifizierte „Streichholzbüchse“ mit der Patentschrift der Hannoverschen Gummi-Kamm-Compagnie;
patentiert ab dem 3. Januar 1878

In einer Streichholzschachtel, auch Zündholzschachtel, werden Streichhölzer verpackt, gelagert, transportiert und verkauft. Sie besteht aus einer Lade mit passender Hülse, auf der seitlich ein oder zwei Reibflächen angebracht sind. Wie beim Begriff Schachtel häufig im Deutschen wird er durch eine Zusammensetzung mit dem Begriff für seinen Inhalt präzisiert. Phillumenie bezeichnet das Sammeln von Streichholzschachteln und -briefchen.

## Funktion und Formen
Sicherheitszündhölzer lassen sich nur mit der auf der Schachtel aufgebrachten Reibefläche entzünden. Eine typische Reibfläche besteht aus einer verleimten Mischung von ungiftigem rotem Phosphor und Glasmehl. Sie wird in Form einer wässrigen Suspension durch Walzenbeschichtung aufgetragen. Heutzutage wird der Leim anschließend wasserunlöslich gemacht, um ein Ausfärben zu verhindern, sollte die Reibefläche z. B. durch Regen oder Schweiß feucht werden.
Streichholzschachteln werden in vielen Formen verkauft. Anfänglich waren sie aus dünnem Holzfurnier, heutzutage sind sie überwiegend aus Karton. Es gibt ebenso Schachteln aus Metall oder Kunststoff. Schachteln aus Karton haben üblicherweise die Maße 5 cm × 3,5 cm × 1,5 cm.

## Geschichte
Streichholzschachteln waren früher sehr verbreitet, mit dem Aufkommen günstiger Feuerzeuge – insbesondere Einwegfeuerzeuge – hat die Häufigkeit jedoch abgenommen. Mit der Weiterentwicklung der Technik haben sich viele Anwendungsgebiete für Streichhölzer erledigt, etwa durch automatische Zünder bei Gasöfen oder speziellen Gasanzündern.
Mit dem Aufkommen der heute noch üblichen Zündholzschachteln entwickelte sich allerlei Zubehör, vor allem Etuis.
Weltweit werden nach wie vor viele Streichholzschachteln produziert, die oft als attraktive Werbeträger dienen.

## Streichholzbriefe

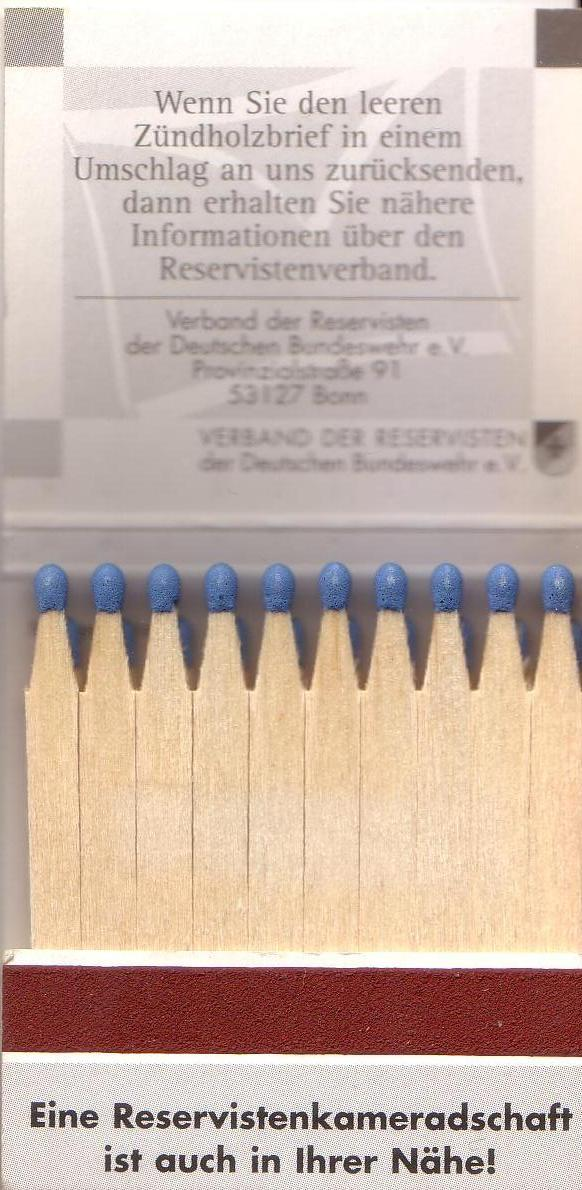
Streichholzbrief (offen)

Eine Variante sind die Streichholzbriefe, die eine oder zwei Reihen miteinander verbundene Zündhölzchen enthalten; zur Benutzung werden die Zündhölzer jeweils herausgebrochen. Zündholzbriefe werden zumeist als Reklameträger genutzt, da sie mehr Fläche zum Bedrucken (auch auf der Innenseite der Klappe) bieten als eine Schachtel. Vorteil gegenüber Zündhölzern in einer Schachtel ist, dass sie aufgrund ihres flachen Formats leicht per Post (z. B. als Beilage zu einem Brief) verschickt werden können und die Zündhölzer nicht herausfallen können, wie es bei einer Schachtel möglich ist. Nachteilig ist die geringere Zahl von Streichhölzern, die sich darin unterbringen lässt, was bei einer Verteilung als kostenloses Werbegeschenk aber keine Rolle spielt.
Werden mehrere Streichholzbriefchen in derselben Tasche getragen, besteht ein erhöhtes Unfallrisiko, denn die Zündköpfe eines Briefchens können mit der Reibfläche eines anderen Briefchens in Kontakt kommen und sich unbeabsichtigt entzünden.